# Alberto Iria
Joaquim Alberto Iria Júnior, mais conhecido por Alberto Iria (Olhão, 27 de Dezembro de 1909 - Lisboa, 24 de Fevereiro de 1992), foi um historiador português.

## Biografia

### Nascimento e formação
Frequentou o Liceu de Faro, a Universidade Clássica de Lisboa e a Faculdade de Letras de Lisboa, onde tirou o curso de Ciências Históricas e Filosóficas em 1936. Também concluiu o curso de Bibliotecnia e Arquivologia na Universidade de Coimbra.

### Carreira profissional
Laborou no Arquivo Histórico do Ministério das Finanças, como bibliotecário na Biblioteca Nacional da Ajuda, e foi arquivista da Biblioteca da Assembleia da República.
Em 1941, prestou o serviço militar em Lagos, tendo publicado alguns artigos na imprensa local. Foi eleito vice-presidente da Assembleia Geral da Juventude Militar Católica de Lagos, tendo colaborado na criação da Confraria de S. Gonçalo de Lagos e no restauro do nicho de S. Gonçalo, no arco com o mesmo nome, junto ao Castelo dos Governadores.
Em 1946, tornou-se director do Arquivo Histórico Ultramarino, e em 1958, fez parte da delegação do Algarve nas Comemorações Henriquinas. Em 1975, foi nomeado como membro efectivo da Academia de Ciências de Lisboa e em 1984 vice-presidente da Academia Portuguesa de História.

### Morte
Faleceu na cidade de Lisboa, em 24 de Fevereiro de 1992.

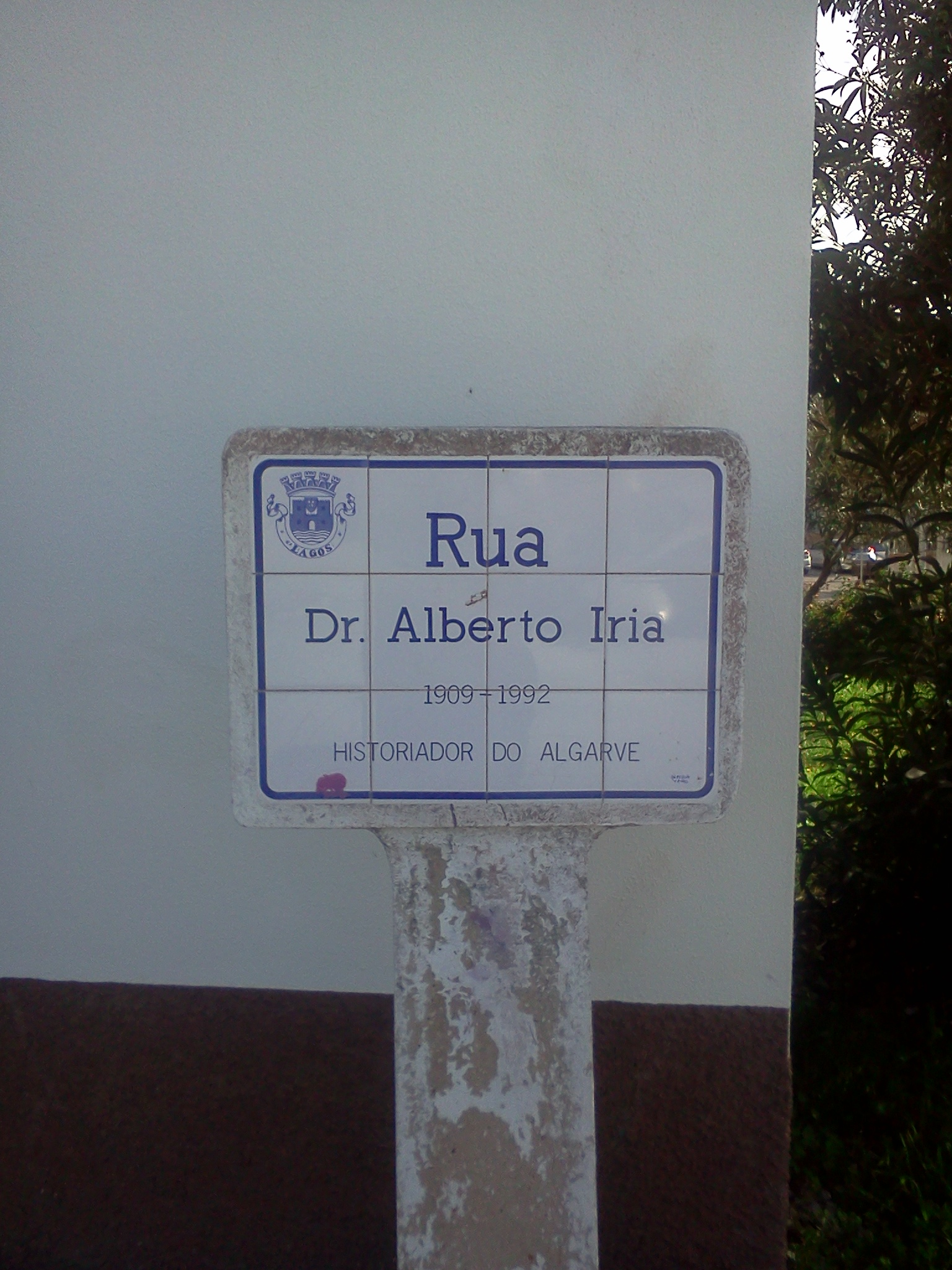
Placa toponímica da Rua Dr. Alberto Iria, em Lagos.

## Homenagens
Foi agraciado com os graus de Comendador (30 de abril de 1966) e Grande-Oficial (2 de abril de 1974) da Ordem do Infante D. Henrique, e Grande Oficial da Ordem do Barão do Rio de Branco. Foi igualmente nomeado presidente de honra da Academia Portuguesa de História, inspector e secretário-geral da Academia de Ciências de Lisboa, sócio honorário da Casa do Algarve, em Lisboa, e Presidente da Junta de Freguesia de São Sebastião.[carece de fontes?]
Segundo o jornal Povo Algarvio de 13 de Junho de 1954, Alberto Iria foi condecorado com a ordem de Comendador na Ordem Nacional do Cruzeiro do Sul pelo presidente brasileiro Getúlio Vargas, em reconhecimento da sua colaboração durante os festejos dos centenários da fundação da cidade de São Paulo e da Restauração de Pernambuco.
A Câmara Municipal de Lagos colocou o seu nome numa rua do concelho. Uma escola em Olhão tem o seu nome.

## Obra
Entre as suas obras encontram-se: 
- Do Algarve ao Brasil no Caíque de Pesca Bom Sucesso em 1808 (1936)
- A Invasão de Junot no Algarve (1941)
- O Algarve e os Descobrimentos (1956)
- O Grande Piloto Álvaro Esteves (Novas Achegas para a sua Biografia) (1969)
- Gil Eanes, o Herói do Bojador, no Prefácio da Cosmonáutica (1969)
- Caíques do Algarve no Sul de Angola (1971)
- Cartas dos Governadores do Algarve (1638-1663) (1972)
- As Caravelas do Infante e os Caíques do Algarve (Subsídios para o Estudo de Arqueologia Naval Portuguesa) (1973)
- Da Navegação Portuguesa no Índico no Século XVII (1973)
- Ex-Votos de Mareantes e Pescadores do Algarve (Religião e Náutica) (1973)
- O Algarve e a Ilha da Madeira no Séc. XV. Documentos Inéditos (1974)
- O Algarve e a Andaluzia no Séc. XV (1975)
- Novas Cartas Régias Afonsinas acerca dos Descobrimentos e Privilégios do Infante D. Henrique (1975)
- Da Importância Geo-Política do Algarve, na Defesa Marítima de Portugal, nos Séculos XV a XVIII (1976)
- O Infante D. Henrique e os Judeus de Lagos (1976)
- O Algarve nas Cortes Medievais Portuguesas do Século XIV (1982)
- O Dr. Francisco Fernandes Lopes. A Personalidade e a Obra do Historiador, a Nível Científico e Humanista Europeu, na Correspondência Recebida por Alberto Iria (1935-1965) (1986)
- Os Judeus no Algarve Medieval e o Cemitério Israelita de Faro no Século XIX (1986)
- Estudo Histórico Monográfico da Freguesia de S. Sebastião do Concelho de Lagos (1989)